# Пчелник (област Варна)
 За другото българско село с име Пчелник вижте Пчелник (Област Добрич).  
Пчелник е село в Североизточна България. То се намира в община Долни чифлик, област Варна. Старото му име е Кованлък.

## История
Началото на заселването е в края на XV век от Джемал бей. След походите на Владислав Варненчик през 1443 – 1444 г. турският султан Мурад II идва до извода, че за по-лесна отбрана на Османската империя трябва да започне заселване на северните и североизточните територии на България. За целта той издава заповед за заселване на тези земи. По сведения от турски документи, в Североизточна България идват хора от Кюрдистан. В землището на село Пчелник Джемал бей разполага пчеларските семейства, откъдето произлиза името на селото.
Преди Освобождението населението е предимно турско. Пчелник, чието старо име е Кованлък, е общински административен център до началото на XX век. Населението на селото е съставено предимно от преселници от различни краища на България. След Освобождението тук започват да се преселват хора от Габровско, Македония и др. По-късно поради различни икономически и демографски причини тук започват да се преселват и хора от село Горица. Понастоящем 30% от населението е турско, 20% е влашко (рудари). Фолклорът на селото е смесица от традициите и нравите на преселниците.
През 1914 г. в селото функционира държавна жребцова станция под контрола на варненския окръжен ветеринарен лекар.

## Население
Численост на населението според преброяванията през годините:
| \| Година на преброяване \| Численост \| \| --------------------- \| --------- \| \| 1934 \| 1269 \| \| 1946 \| 1589 \| \| 1956 \| 1737 \| \| 1965 \| 1703 \| \| 1975 \| 1766 \| \| 1985 \| 1741 \| \| 1992 \| 1665 \| \| 2001 \| 1722 \| \| 2011 \| 1678 \| \| 2021 \| 1382 \| |           |
| Година на преброяване | Численост |
| 1934 | 1269      |
| 1946 | 1589      |
| 1956 | 1737      |
| 1965 | 1703      |
| 1975 | 1766      |
| 1985 | 1741      |
| 1992 | 1665      |
| 2001 | 1722      |
| 2011 | 1678      |
| 2021 | 1382      |

### Етнически състав

#### Преброяване на населението през 2011 г.
Численост и дял на етническите групи според преброяването на населението през 2011 г.:
|                     | Численост | Дял (в %) |
| Общо                | 1678      | 100,00    |
| Българи             | 1035      | 61,68     |
| Турци               | 431       | 25,68     |
| Цигани              | ?         | ?         |
| Други               | 20        | 1,19      |
| Не се самоопределят | ?         | ?         |
| Неотговорили        | 187       | 11,14     |

## Обществени институции
В селото има православен храм „Св. Възнесение Господне“. След ремонт храмът е осветен на 10 май 2010 г. от варненския и великопреславски митрополит Кирил.

## Редовни събития
Традиционно се провежда селски събор всяка година през първата неделя на месец юни. Ежегодно се празнува и пролетният мюсюлмански празник Хъдреллез.